# Greca (finanza)
Le greche rappresentano numericamente, in forma sintetica e semplice, le diverse dimensioni del rischio connesso al possesso di opzioni. Sono il risultato di specifiche funzioni. 

In base al diverso fattore di rischio analizzato, si hanno greche diverse di seguito elencate per fattore di rischio e nome tra parentesi. 

## Prezzo del sottostante

### Delta
Il valore delta di un'opzione indica la sensibilità del premio dell'opzione stessa rispetto alle variazioni del sottostante.
In termini più formali, il Delta è la derivata prima del premio dell'opzione rispetto al prezzo del sottostante: {\displaystyle \ \Delta _{f}={\frac {\partial f}{\partial S}}}, dove {\displaystyle \ f} denota il premio dell'opzione, e {\displaystyle \ S} il prezzo del sottostante.
Per opzioni vanilla il delta è:
- positivo per compratori di call e venditori di put;
- negativo per compratori di put e venditori di call.
- vicino a zero per le opzioni out of the money;
- vicino all'unità per le opzioni in the money;

Per opzioni non plain vanilla, o esotiche, il valore del delta può, in condizioni particolari, essere maggiore dell'unità (es: opzioni digitali, barriera).

#### Delta hedging
In un'ottica di hedging, il delta indica la quantità di sottostante da comprare/vendere per compensare le perdite/guadagni derivanti dal movimento del premio dell'opzione (strategia Delta neutral). 

- Esempio: si ipotizzi di aver comprato C = 100 opzione call, ognuna delle quali dà diritto ad acquistare N = 100 azioni. Il prezzo del sottostante sia S = 10 Euro, il premio dell'opzione sia p = 1 Euro. Si ipotizzi che il Delta dell'opzione sia D = 0.40. Si può creare una strategia Delta neutral vendendo (allo scoperto) una quantità pari a D x C x N = 0.40 x 100 x 100 = 4000 azioni. La verifica della validità della strategia è immediata. Si supponga che il prezzo dell'azione
  - aumenti di 1 Euro: sulle 4000 azioni vendute si realizza una perdita di -4000 x 1 = -4000 Euro. Contemporaneamente, il premio dell'opzione aumenta di 1 x 0.4 = 0.4 Euro, con un guadagno di 0.4 x C x N = 0.4 x 100 x 100 = +4000 Euro.
  - diminuisca di 1 Euro: sulle 4000 azioni vendute si realizza un guadagno di -4000 x -1 = +4000 Euro. Contemporaneamente, il premio dell'opzione diminuisce di -1 x 0.4 = -0.4 Euro, con una perdita di -0.4 x C x N = -0.4 x 100 x 100 = -4000 Euro.

Appare chiaro come una strategia delta neutral, data dall'acquisto di 100 opzioni Call e dalla vendita di 4000 azioni sottostanti, non sia soggetta né a perdite né a guadagni; il rischio legato all'andamento del prezzo del sottostante è stato coperto.
In realtà, non bisogna dimenticarsi che, trattandosi di una derivata di prim'ordine, il Delta indica la quantità esatta di sottostante da acquistare/vendere solo per piccoli movimenti del prezzo del sottostante. Infatti, il delta varia al variare del livello del prezzo del sottostante (vedi Gamma). In caso di grandi movimenti del prezzo del sottostante, il Delta non è più sufficiente per effettuare una copertura corretta. Il delta è inoltre influenzato dal livello della volatilità implicita e del tempo a scadenza. Per questa ragione, la strategia Delta neutral necessita in via teorica di continui ribilanciamenti al cambiare dei parametri di pricing dell'opzione.

### Gamma
Il valore Gamma di un'opzione rappresenta anch'esso la sensibilità del Delta rispetto al movimento del prezzo del sottostante. La differenza fondamentale sta nel calcolo matematico di questo valore:
In termini più formali, infatti, il Gamma è la derivata seconda (e non prima come per il Delta) del premio rispetto al prezzo del sottostante: {\displaystyle \ \Gamma _{f}={\frac {\partial ^{2}f}{\partial S^{2}}}}, dove {\displaystyle \ f} denota il premio dell'opzione e {\displaystyle \ S} il prezzo del sottostante.

## Volatilità implicita (Vega)
Il valore Vega rappresenta la sensibilità del premio di un'opzione rispetto a variazioni della volatilità implicita del sottostante. 
In termini più formali, il Vega è la derivata prima del premio rispetto alla volatilità: {\displaystyle \ \nu _{f}={\frac {\partial f}{\partial \sigma }}}, dove {\displaystyle \ f} denota il premio dell'opzione, e {\displaystyle \ \sigma } la volatilità implicita del prezzo del sottostante.
Per opzioni vanilla, un compratore di opzioni (sia call, sia put) ha sempre un Vega positivo; ciò significa che, all'aumentare della volatilità, il compratore di opzioni guadagna sempre. Ovviamente, un venditore di opzioni Vanilla ha sempre un Vega negativo.

## Tempo (Theta)
Il valore Theta rappresenta la variabilità nel tempo del premio di un'opzione.
In termini più formali, esso è pari alla derivata prima del premio rispetto al tempo: {\displaystyle \ \Theta _{f}={\frac {\partial f}{\partial t}}}, dove {\displaystyle \ f} denota il premio dell'opzione.
Il theta di un'opzione vanilla, anche detto "declino temporale", è quasi sempre negativo, ovvero il prezzo dell'opzione diminuisce man mano che il tempo passa e che ci si avvicina a scadenza.
Inoltre, dal momento che, tra le greche, è un indicatore di sensitivity che non dipende da una variabile stocastica (il tempo passa quasi certamente, ossia con probabilità unitaria), il theta ha rilevanza soprattutto perché può essere visto come una proxy di un'altra greca particolarmente importante, il Gamma (vedi sopra in questa voce).

## Tasso Risk Free (Rho)
Il valore Rho rappresenta la sensibilità del premio di un'opzione rispetto al tasso d'interesse privo di rischio.
In termini più formali, esso è uguale alla derivata parziale del premio rispetto al tasso {\displaystyle \ r}: {\displaystyle \ \rho _{f}={\frac {\partial f}{\partial r}}}, dove {\displaystyle \ f} denota il premio dell'opzione.

## Modalità di espressione
Le greche possono essere espresse in:
- numero di contratti: in questo caso, la greca indica il numero di contratti da comprare (greca con segno negativo) o da vendere (greca con segno positivo), per coprirsi dai rischi connessi al movimento di un fattore di rischio. Le greche sono quindi fondamentali per l'hedging delle posizioni opzionali
- unità monetarie: in questo caso, la greca indica quanto si guadagnerebbe o perderebbe se il fattore di rischio considerato subisse un piccolo movimento.

È sempre possibile passare da una greca espressa in numero di contratti ad una espressa in unità monetarie, conoscendo il prezzo del sottostante e la lot size del contratto.